# Qaderiyeh - Qayqun
Qaderiyeh - Qayqun (tiếng Ả Rập: القادرية قيقون) là một ngôi làng Syria nằm ở Al-Janudiyah Nahiyah ở huyện Jisr al-Shughur, Idlib. Theo Cục Thống kê Trung ương Syria (CBS), Qaderiyeh - Qayqun có dân số 1.140 người trong cuộc điều tra dân số năm 2004.